# Passo San Nicola
Il passo San Nicola o Sella San Nicola è un valico del Lazio attraversato dalla strada statale 82 della Valle del Liri a 620 m s.l.m. È uno dei cinque valichi dei Monti Aurunci, insieme al valico Serra Saglione (500 m), alla Madonna della Civita (662 m), al Valico Sperlonga-Itri (294 m) e alla Cantoniera o Passo di Itri (268 m).
Si trova nelle vicinanze del santuario della Madonna della Civita e del comune di Campodimele a nord.

## Storia
Il passo è raggiungibile dal centro storico di Itri percorrendo 10 km della via borbonica Civita Farnese, (ora statale 82), fatta costruire dal Re di Napoli Ferdinando II nel decennio precedente l'Unità d'Italia tra il 1852 e il 1859, in ricordo della visita al santuario della Madonna della Civita nel 1849 di papa Pio IX esule a Gaeta in quel periodo, quindi, importantissima per il futuro sviluppo del santuario e per gli scambi con gli Abruzzi.
Tale strada fu progettata dall'ingegnere Ferdinando Rocco, direttore delle opere pubbliche dei distretti di Sora e di Gaeta, che erano ricompresi nella provincia di Terra di Lavoro.
La strada è stata di recente definita un gioiello della tecnica ingegneristica napoletana, che fa il paio con il ponte a catenaria sul Garigliano.

## Ciclismo
La salita al valico, dal versante di Itri, presenta un dislivello di 500 m, raggiunta con pendenze medie del 4%, massime del 7% è un percorso molto battuto dai cicloamatori e da squadre professionistiche in ritiro nei periodi invernali. Meno impegnativo il versante da Campodimele.

### Giro
Il passo è stato affrontato 2 volte al Giro d'italia nel 1986 nell'8ª tappa Cellole-Avezzano, percorrendo interamente a ritroso la Strada statale 82 della Valle del Liri dal comune di Itri al comune di Avezzano e nel 1996 nella 9ª tappa Napoli - Fiuggi.
Elenco dei ciclisti arrivati per primi al passo durante le tappe:
| Anno | Nome             | Nazionalità |
| ---- | ---------------- | ----------- |
| 1996 | Daniele Contrini | Italia      |
| 1986 | Gianni Bugno     | Italia      |

### Granfondo
Ci passa annualmente la Granfondo dei Monti Ausoni una gara di ciclismo su strada a livello amatoriale-agonistico.

## Escursionismo
Dal Passo, o dalle immediate vicinanze, salendo in direzione Campodimele a destra partono diversi itinerari escursionistici e da trekking. Tra le cime raggiungibili dal passo vi sono:
- Monte Faggeto - 1259 m
- Monte Trina - 1069 m
- Monte Cervello - 1004
- Monte le Pezze - 1001 m
- Valle Piana - 870 m
- Campello (Itri) - 747 m